# Steinebrunn und Neuruppersdorf
Die Herrschaft Steinebrunn und Neuruppersdorf war eine Grundherrschaft im Viertel unter dem Manhartsberg im Erzherzogtum Österreich unter der Enns, dem heutigen Niederösterreich.

## Ausdehnung
Die Herrschaft umfasste zuletzt die Ortsobrigkeit über Drasenhofen, Steinebrunn, Fünfkirchen, Neuruppersdorf, Kleinschweinwart, Stützenhofen und Zlabern. Der Sitz der Verwaltung befand sich im Schloss Fünfkirchen.

## Geschichte
Letzter Inhaber der Familienfideikommissherrschaft war der k.k. Kämmerer Otto Graf von Fünfkirchen (1800–1872), bis diese mit den Reformen 1848/1849 aufgelöst wurde.